# Кораблёв, Андрей Геннадьевич
Андрей Геннадьевич Кораблёв (9 сентября 1975 — 23 февраля 2018) — российский самбист и тренер, чемпион России 1995 года среди юниоров, серебряный призёр первенства мира среди юниоров 1995 года, серебряный (2000) и бронзовый (2005) призёр розыгрышей Кубка России, чемпион (1997), серебряный (2001) и бронзовый (1993, 1996, 2000) призёр чемпионатов России, чемпион Европы 2001 года, победитель Кубка мира 1995-1999 годов, мастер спорта России международного класса. Наставником Кораблёва был Заслуженный тренер России Евгений Ефремов. Кораблёв выступал в весовой категории до 52 кг. Работал тренером в Нижнем Новгороде.

## Всероссийские соревнования
- Чемпионат России по самбо 1993 — ;
- Чемпионат России по самбо 1996 — ;
- Чемпионат России по самбо 1997 — ;
- Чемпионат России по самбо 2000 — ;
- Кубок России по самбо 2000 — ;
- Чемпионат России по самбо 2001 — ;
- Кубок России по самбо 2005 — ;